# V (serie de televisión de 1983)
V Invasión Extraterrestre es una serie de televisión de ciencia ficción transmitida entre 1983 y 1985, producida en los Estados Unidos, escrita y dirigida por Kenneth Johnson.

## Sinopsis
Extraterrestres supuestamente con apariencia humana (en realidad, reptiloides) llegan a la Tierra desde el cuarto planeta de la estrella Sirio en una flota de 50 enormes platillos voladores que se posan sobre las principales ciudades del mundo. Dicen venir en son de paz y buscan la ayuda de los seres humanos para obtener ciertos productos químicos que necesitan en su propio planeta, que según su versión, se encuentra al borde del colapso por desabastecimiento de materias primas. A cambio, prometen compartir su avanzada tecnología con nosotros. Los diferentes gobiernos aceptan y los extraterrestres se granjean influencia en las más altas esferas de poder mundial. Sin embargo, empiezan a suceder disrupciones. Algunos científicos empiezan a encontrar hostilidad por parte de los medios de comunicación, que los acusan de estar conspirando en contra de los visitantes, se les aplican restricciones en sus actividades y movimientos. Algunos de los más renombrados hombres de ciencia empiezan a orientarse hacia prácticas subversivas. Aquellos que investigan esta situación desaparecen sin dejar rastro.
El periodista Michael Donovan se escabulle dentro de una nave nodriza de los Visitantes y descubre que, debajo de su disfraz humanoide, los extraterrestres son reptiles de preferencias carnívoras, con gusto marcado por roedores, aves y, en ocasiones, tarántulas. Pronto descubre algo más grave: en su nave almacenan, en animación suspendida, a miles de los humanos "desaparecidos". Cuando Donovan trata de denunciar esta situación, la transmisión es bloqueada y Donovan se convierte en un fugitivo requerido tanto por la policía como por los Visitantes.
Conforme la serie avanza, se revelan las verdaderas intenciones de los Visitantes: robar toda el agua de la Tierra y cosechar a la humanidad como fuente de alimento, dejando sólo unos pocos como esclavos y soldados/"carne de cañón" para las guerras que los visitantes tienen con otras razas extraterrestres.
Los científicos son perseguidos para desacreditarlos, pues son los que probablemente se darían cuenta primero de las intenciones de los Visitantes, aunque también para distraer la atención humana hacia otros asuntos. Incluso algunas personalidades importantes son sujetas a una especie de lavado de cerebro (llamado "conversión"), la cual hace que tengan obediencia total hacia los Visitantes, aunque la humanidad no perciba los "pequeños" cambios que esto implica en la gente que sufre el proceso (por ejemplo, cambiar de diestro a zurdo). No obstante, hay muchos humanos (la propia madre de Donovan, entre ellos) que colaboran con los Visitantes o que, voluntariamente, ignoran o rechazan la verdad subyacente.
Sin embargo, se forma un movimiento de resistencia, determinado a exponer y oponerse a los Visitantes hasta donde les sea posible. La líder de la rama de Los Ángeles es la Dra. Juliet Parish, una bióloga molecular. También Donovan se une a este grupo. La Resistencia comienza a atacar a los visitantes. Posteriormente surge una disidencia entre los mismos Visitantes (este grupo se conocerá como la Quinta Columna, liderada por Martin), quienes se oponen a los planes de los de su propia raza, e intentan ayudar a la Resistencia de cualquier manera posible.

## Influencias
En un principio, el creador de la serie, Kenneth Johnson, entregó un guion para producir una nueva serie para la NBC llamado Storm Warnings, una adaptación actualizada a principios de los años ochenta de la novela Eso no puede pasar aquí (1935) de Sinclair Lewis. En la trama de la novela de Sinclair Lewis, un senador populista y xenófobo gana las elecciones presidenciales estadounidenses de 1936 e impone un régimen fascista. En el DVD de la miniserie, Johnson revela que Invasión Extraterrestre originalmente fue concebida como un programa acerca de situaciones de la política, relacionado con el ascenso al poder de un movimiento estilo nazi en los Estados Unidos. NBC no estuvo interesada pero sí buscaba hacer una miniserie de ciencia ficción para aprovechar la explosión publicitaria de la reciente trilogía de la Guerra de las galaxias, por lo que se le pidió a Johnson que arreglara su guion para incluir extraterrestres. 
La historia permaneció como una alegoría al tema nazi, llegando al extremo de que el emblema de los visitantes era sumamente similar a una esvástica, de color rojo en este caso. En el transcurso de la historia, el canal de televisión de la Resistencia emite informes de personas que, superando enemistades, se unen para repeler la ocupación "extranjera", tal como sucedió con blancos y negros en Sudáfrica (que para las fechas de producción de la serie, todavía estaba bajo el apartheid). Además, se usan referencias directas a ciertos personajes de la historia: Diana, por ejemplo, puede asociarse con el Dr. Josef Mengele.
También hay marcadas influencias de la obra de Bertolt Brecht Terror y miseria del Tercer Reich. La primera media hora de la película introductoria (aunque no el final de la misma) recuerda la novela corta de 1953, El fin de la infancia, escrita por Arthur C. Clarke. Otra novela corta titulada To Serve Man (Servir el hombre) (que se refería a servir como comida, y que luego sería adaptada en un episodio de The Twilight Zone) también trata el tema de extraterrestres engañosamente amistosos con intenciones de usar a la humanidad como alimento.

## Reparto y personajes
Muchos de los miembros del reparto repitieron sus personajes de la miniserie original y La Batalla Final en la serie de 19 episodios. Los únicos personajes interpretados por diferentes actores fueron Sean Donovan (Nicky Katt reemplazó a Eric Johnston), y Elizabeth, que fue interpretada por tres actrices (bebé, niña y adulta).

### Reparto principal
- Jane Badler es Diana – Comandante suprema de los Visitantes
- Marc Singer es Michael "Mike" Donovan – Colíder de la Resistencia y antiguo reportero de televisión.
- Faye Grant es Juliet "Julie" Parish – Fundadora de la Resistencia y bióloga molecular.
- Robert Englund es Willie, un visitante de ideología pacifista que se une a la Resistencia.
- June Chadwick es Lydia (episodios 2-19 de la serie semanal) – Oficial de seguridad de la Flota enviada por el Líder a la Tierra para comenzar la segunda invasión. Está resentida por la insubordinación de Diana.
- Michael Wright es Elias Taylor (episodios 1-11) – Un exdelincuente y miembro semirretirado de la Resistencia que dirige el restaurante Club Creole, que se convierte en el cuartel informal de la Resistencia. Como simpatizante de la Resistencia, Elias provee de empleo y refugio seguro a Willie y Elizabeth. El Club Creole es destruido por una incursión visitante y Elias muere posteriormente, desintegrado al intentar rescatar a Robin Maxwell.
- Lane Smith es Nathan Bates (episodios 1-13 de la serie semanal) – Presidente de la empresa de biotecnología Science Frontiers, que produce masivamente la toxina del polvo rojo. Su sed de poder le lleva a chantajear constantemente a Diana para ganar el control del área de Los Ángeles, que se convierte en “ciudad abierta”.  Muere a manos de su secuaz, Mr. Chiang.
- Jeff Yagher es Kyle Bates (episodios 3-19de la serie semanal ) – El hijo repudiado de Nathan Bates, se une a la Resistencia, terminando por convertirse en uno de sus líderes. Se enamora de Elizabeth y aparentemente se escapa con ella en la nave del Líder cuando se va al espacio.
- Michael Ironside es Ham Tyler (episodio 2 y 3 de the final battle y casi todos de la serie semanal) – Un antiguo agente de la CIA y sicario de la Resistencia, está realmente a sueldo de Nathan Bates cuando comienza la serie. Pronto deserta a la Resistencia, pero es capturado y tratan de convertirlo para que asesine a Mike Donovan, aunque sin éxito, y Ham se marcha más tarde a Chicago con Chris y Robin. Estaba previsto su regreso para el episodio final de la primera temporada, el cual no llegó a filmarse debido a la cancelación de la serie.
- Jennifer Cooke es Elizabeth (episodios 2-19 de la serie semanal ) – Es hija de Robin y Bryan (Peter Nelson), uno de los visitantes. Elizabeth es la única mezcla entre los extraterrestres y los seres humanos, por lo que su desarrollo físico es anormal. A los 2 años de edad aparenta ser una mujer de unos 20 años de edad. Tiene poderes sobrenaturales, los cuales utiliza a favor de la Resistencia. Al final de la serie se entrevista con el Líder para negociar la paz.
- Blair Tefkin es Robin Maxwell (episodios 1-12) – Una adolescente que queda embarazada de un visitante, da a luz a dos gemelos, uno de los cuales muere justo después del parto, la otra es Elizabeth, al principio de la serie. A pesar de que las separa estar enamoradas del mismo hombre, Robin y Elizabeth se acaban reconciliando. Después de que otro visitante intentase dejarla embarazada, Robin abandona Los Ángeles para irse a Chicago con Chris Farber y Ham Tyler.

### Personajes secundarios y recurrentes
- Frank Ashmore es Martin (y luego, su hermano gemelo Phillip) (episodios 1; 14-19) – Un visitante líder de la Quinta Columna y amigo de Mike, intenta asesinar a Diana cuando es capturada, pero ella lo mata a él, escapando de la Resistencia. El hermano gemelo de Martin, Phillip, es un inspector general que viene a la Tierra a investigar el asesinato del Comandante Supremo (Charles), y se acaba uniendo a la Quinta Columna.
- Aki Aleong es Mr. Chiang (episodios 1-14 de la serie semanal) – Un secuaz de Nathan Bates, contratado para buscar a Kyle. Cuando Nathan Bates está en coma a causa de un disparo sufrido accidentalmente en el complot para asesinar a Mike, Chiang traiciona a Bates y llega a un acuerdo con los Visitantes, por el cual Chiang elimina a Bates para hacerse con el control de Los Ángeles. Muere a manos de Kyle, en venganza por haber matado a su padre.
- Mickey Jones es Chris Farber (episodios 2 y 3 de the final battle y casi todos de la serie semanal) – El mejor amigo de Ham Tyler y colaborador de la Resistencia. Se va a Chicago con este y Robin Maxwell.
- Michael Durrell es Robert Maxwell (episodios 1-2) – Un científico, padre de Robin y abuelo de Elizabeth. Robert resulta  mortalmente herido y se sacrifica para detener la superarma Triax, salvando a Los Ángeles de su destrucción.
- Duncan Regehr es Charles (episodios 10-13 de la serie semanal ) – Enviado personal del Líder y miembro de la familia real de Ramán. Es enviado por el líder para controlar las operaciones militares de Diana. Conspira para eliminar la Resistencia y matar a Mike Donovan. Charles la obliga a casarse con ella, como parte de un plan para que abandone la nave nodriza y vuelva a su planeta. Sin embargo, al verla bañándose desnuda, cambia su opinión y le pide que se quede. Posteriormente Lydia intenta envenenar a Diana envenenando su copa de brindis matrimonial y esta, dándose cuenta del plan, realiza un intercambio de copas, muriendo Charles en el proceso.
- Peter Elbling es Oswald (episodios 15; 17-18 de la serie semanal ) – Visitante subordinado de Diana, es el encargado de trabajar con cadáveres. Diana también le encargaba conseguirle compañeros sexuales para ella.
- Judson Scott es el Teniente James (episodios 11-19de la serie semanal ) – Teniente de los Visitantes, es ambicioso y se acuesta con Diana para trepar en el escalafón.
- Nicky Katt es Sean Donovan (episodios 5-6 de la serie semanal), hijo de Mike Donovan, previamente convertido por Diana y liberado como espía en la Resistencia. Fue posteriormente recapturado por los Visitantes, y se resistía a los intentos de su padre por rescatarlo.
- Howard K. Smith como él mismo (episodios 3-13de la serie semanal ) - Smith aparece brevemente al comienzo de casi todos los episodios interpretando a un periodista (su verdadera profesión) de la "Cadena Libertad", quien relataba noticias de la lucha contra los Visitantes en diferentes partes del mundo, a veces dando algo de exposición relacionada con el mismo capítulo. No interactúa con ninguno de los personajes.

## Premios

### Primetime Emmy Awards
| Año  | Categoría                                                                                            | Episodio | Cadena | Nominados | Resultado |
| ---- | --- | -------- | ------ | --- | --------- |
| 1983 | OUTSTANDING ACHIEVEMENT IN MAKEUP                                                                    |          | NBC    | The Scott Peters Company and HDFilms en asociación con Warner Bros Television Werner Keppler Leo L. Lotito | Nominado  |
| 1983 | OUTSTANDING ACHIEVEMENT IN MUSIC COMPOSITION for a limited series or a special (dramatic urderscore) |          | NBC    | The Scott Peters Company and HDFilms en asociación con Warner Bros Television Joseph Harnell | Nominado  |
| 1984 | OUTSTANDING INDIVIDUAL ACHIEVEMENTE - special visual effects                                         |          | NBC    | Richard L. Bennett, artista gráfico Phillip Feiner, artista gráfico Michael Glickman Jack Hulen Chuck Mckimson Steven Rundell Ken Smith Charles Strongo Charles Ulm Douglas Ulm Marvin Zenzeper | Nominado  |
| 1984 | OUTSTANDING FILM SOUND EDITING FOR A LIMITED SERIES or a special                                     |          | NBC    | Alex Bamattre Chick Camera Lee Chaney Larry Kaufman Sid Lubow Ralph Sandler Corinne Sessarego Jay Alfred Smith Mark Southern Ronald Tinsley | Nominado  |
| 1984 | OUTSTANDING ACHIEVEMENT IN MAKEUP                                                                    |          | NBC    | Alam Fama Werner Keppler Leo L. Lotito Marvin G. Westmore | Nominado  |
| 1985 | OUTSTANDING ACHIEVEMENT IN MAKEUP                                                                    |          | NBC    | The Scott Peters Company and HDFilms en asociación con Warner Bros Television Alan Fama Leo L. Lotito Marvin G. Westmore | Nominado  |
| 2010 | Outstanding Special Visual Effects FOR A Series                                                      | Piloto   | NBC    | The Scott Peters Company and HDFilms en asociación con Warner Bros Television Michael Cliett, artista 3D Andrew Orloff, supervisor de VFX Karen Czukerberg, productora de VFX Roberto Biagi, supervisor en el set de VFX Chris Zapara, supervisor 3D Steve Graves, artista principal 3D Mark Shimer, artista 3D Johnathan R. Banta, 2D artista principal Christopher Irving, artista 2D | Nominado  |

### Leo Awards
| Año  | Categoría                                      | Nominado            | Episodio                | Resultado |
| ---- | ---------------------------------------------- | ------------------- | ----------------------- | --------- |
| 2010 | BEST PRODUCTION DESIGNDRAMATIC SERIES          | Ian Thomas          | Piloto                  | Nominado  |
| 2010 | BEST GUEST PERFORMANCEBY A MALEDRAMATIC SERIES | David Richmond-Peck | It's Only The Beginning | Nominado  |

### OFTA Online Film & Television Association
| Año     | Categoría                       | Nominado | Resultado |
| ------- | ------------------------------- | -------- | --------- |
| 1998    | TV Hall of Fame                 | V        | Ganador   |
| 2009-10 | BEST VISUAL EFFECTS IN A SERIES | V        | Nominado  |

### Saturn AwardAcademy of Science Fiction, Fantasy & Horror Films
| Año  | Categoría                             | Nominado           | Cadena | Resultado |
| ---- | ------------------------------------- | ------------------ | ------ | --------- |
| 2011 | BEST NETWORK SERIES                   | V                  | ABC    | Nominado  |
| 2011 | BEST ACTRESS IN TELEVISION            | Elizabeth Mitchell | ABC    | Nominado  |
| 2011 | BEST SUPPORTING ACTRESS IN TELEVISION | Morena Baccarin    | ABC    | Nominado  |

### VES Award Visual Effects Society Award
| Año  | Categoría                                                            | Nominados                                                      | Episodio                           | Resultado |
| ---- | -------------------------------------------------------------------- | -------------------------------------------------------------- | ---------------------------------- | --------- |
| 2009 | Outstanding Created Environment in a Broadcast Program or Commercial | Chris Zapara Chris Irving David Morton Trevor Adams            | Piloto “Atrium and Ship Interiors” | Ganador   |
| 2009 | Outstanding Visual Effects in a Broadcast Series                     | Andrew Orloff Karen Czukerberg Chris Zapara Johnathan R. Banta | Piloto                             | Nominado  |
| 2010 | Outstanding Visual Effects in a Broadcast Series                     | Andrew Orloff Nathan Overstrom Karen Czukerberg Roberto Biagi  |                                    | Nominado  |

### Young Artist Award
| Año  | Categoría                                      | Nominado      | Cadena | Resultado |
| ---- | ---------------------------------------------- | ------------- | ------ | --------- |
| 1984 | BEST YOUNG ACTOR - GUEST IN A TELEVSION SERIES | ERIC .JOHNSON | NBC    | Nominado  |

## Episodios
Estuvo conformada por dos miniseries y una serie, entre 1983 y 1985. Estas fueron V: The Original Miniseries (1983); V: The Final Battle (1984) y V: The Series (1985).

### 1.ª temporada
1. V: La Miniserie Original - Los Visitantes (Parte 1)
2. V: La Miniserie Original - Los Visitantes (Parte 2)

### 2.ª temporada
1. V: La Batalla Final (Parte 1)
2. V: La Batalla Final (Parte 2)
3. V: La Batalla Final (Parte 3)

### 3.ª temporada
1. El día de la liberación (Liberation Day)
2. El rayo maldito (Dreadnought)
3. La fuga (Breakout)
4. El engaño (The Deception)
5. La sanción (The Sanction)
6. A elección de los visitantes (Visitor’s Choice)
7. El Jefe Supremo (The Overlord)
8. El disidente (The Dissident)
9. Un reflejo de terror (Reflections in Terror)
10. La conversión (The Conversion)
11. El héroe (The Hero)
12. La traición (The Betrayal)
13. El rescate (The Rescue)
14. El campeón (The Champion)
15. Gatos salvajes (The Wildcats)
16. El pequeño dragón (The Littlest Dragon)
17. Guerra de ilusiones (War of Illusion)
18. La resistencia secreta (Secret Underground)
19. El retorno (The Return)

## Adaptaciones a otros medios
En 1985 la revista española "Tele Indiscreta" publicó una adaptación al cómic realizada por José María Bellalta.

## Después de la serie
La cancelación de la serie en 1985 tomó a sus productores por sorpresa, pues el último capítulo hecho queda con la trama inconclusa. Se editó la colección de la única temporada en DVD en 2004. Ese mismo año, Johnson anunció planes para una continuación de la edición original. Posteriormente, NBC decidió que en vez de una continuación, se grabaría un remake del V original. La posibilidad de la continuación quedaría abierta, dependiendo del éxito de la reposición. 
En 2007 se oficializó el proyecto de publicar una novela, que finalmente saldría a la venta en 2008. The Second Generation se ambientará 20 años después de los sucesos transcurridos en "The Original Miniseries", donde los Visitantes siguen permaneciendo en la Tierra y la Resistencia está casi aniquilada, naciendo una nueva esperanza al parecer con un nuevo aliado alienígena que recibió los mensajes de Julie Parrish (escena que se vio en el segundo capítulo de la película-miniserie).

### V (2009)
La cadena de televisión ABC estrenó el 3 de noviembre de 2009 la nueva versión, que es un remake de la serie adaptada al tiempo, moda y vivencias de esa época. En España la primera temporada se emitió por TNT el 14 de enero de 2010 y por Televisió de Catalunya (TV3) el 22 de abril. También es emitida por la televisión autonómica 7 Región de Murcia, Canal Sur Televisión la emitió el 28 de abril, Telemadrid el 27 de mayo de 2010, ETB por ETB 2 el 30 de mayo de 2010 y la Televisión de Galicia (TVG) el 15 de junio de 2010.
En Hispanoamérica la serie se puede ver online en diversos sitios web y oficialmente se estrenó por Warner Channel, el 6 de abril a las 21 horas.
En los comerciales previos se utilizaron supuestas filmaciones de avistamientos y luego la imagen de la líder de los Visitantes, Anna, con la frase: "Venimos en paz... Siempre".